# Turkot frankoński

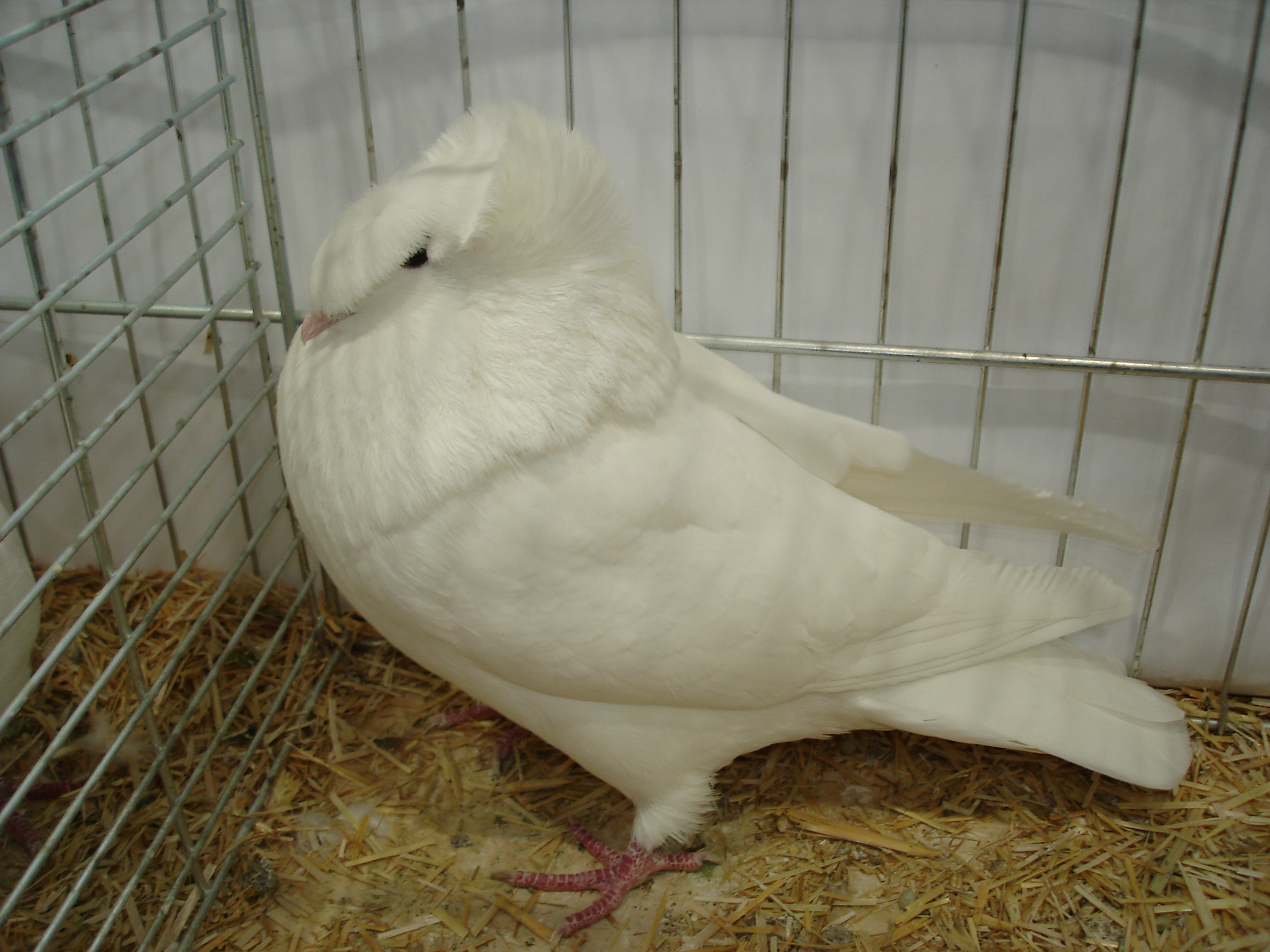
Turkot frankoński

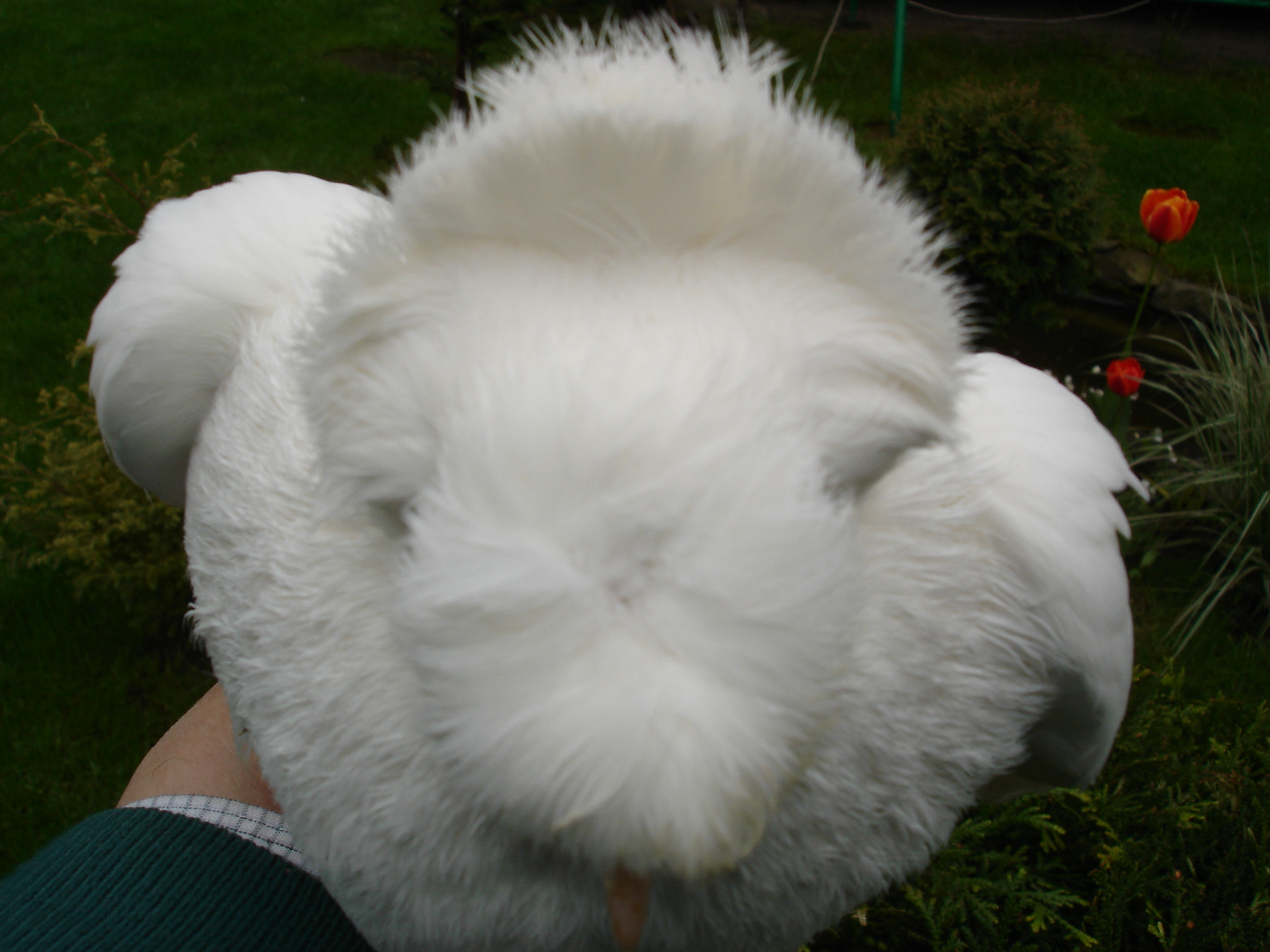
Turkot frankoński – głowa

Turkot frankoński – rasa gołębia domowego.

## Pochodzenie
Frankoński turkot pochodzi – jak nazwa wskazuje – z Frankonii, a więc ze środkowych Niemiec. Rasa powstała na początku XX wieku w górnej Frankonii i graniczących z nią wschodnich regionach Turyngii. To ojczyzna wielu gołębi barwnych (Grupa 5) i to zamiłowanie mieszkańców Turyngii i Frankonii do kolorowych gołębi, ma także swoje odbicie w różnorodności odmian barwnych wśród populacji frankońskich turkotów.
Pierwszy wzorzec frankońskich turkotów został zatwierdzony w 1926 roku. Porównując z sobą zdjęcia turkotów frankońskich sprzed lat siedemdziesiątych XX wieku z gołębiami wystawianymi obecnie na niemieckich wystawach, można zauważyć, że miłośnicy tej rasy poczynili postępy w hodowli swoich gołębi, wyraźnie utrwalili cechy, dzięki którym frankońskie turkoty różnią się od pozostałych turkotów. Szczególnie chodzi o budowę głowy oraz kształt koronki i goździka na głowie. Znacznie też zwiększyła się liczba miłośników turkotów frankońskich.

## Budowa
Frankońskie turkoty są gołębiami o mocnej, niskiej postawie, lekko opadającym tułowiu, zawsze gładkonogimi i z gęsto upierzoną koronką i goździkiem.
Jeśli hodowcy frankońskich turkotów, szczególnie podczas uszlachetnienia pierwotnej formy opisywanej rasy, skupili się głównie, chociaż nie tylko, na budowie głowy, przeto należy powiedzieć, że dokonując wyboru gołębi do hodowli, trzeba bacznie przyjrzeć się budowie głowy selekcjonowanych ptaków. Głowa powinna być szeroka i płaska, ze stosunkowo płaskim czołem, (wadą jest wąska i wysklepiona głowa), gęsto i bogato upierzoną koronką, przede wszystkim bardzo szeroką bez luk, po bokach bez rozet, postawiona na sztorc. Pióra w przedniej części koronki utrzymywane są w pionie przez pióra na ciemieniu, które także wypełniają koronkę. A więc tzw. koronka muszelkowa jest wadą. Pióra w tylnej części koronki skierowane są wyraźnie ku górze, tak że pomiędzy piórami szyi, skierowanymi ku dołowi a koronką wyraźnie dostrzegalna jest granica w postaci rowka, osadzonego wysoko, tuż za głową, w miejscu gdzie rozpoczyna się szyja. Głowę frankońskich turkotów zdobi także goździk o owalnym kształcie (bliski kołu), bogaty w pióra, zwarty możliwie z wszystkich stron, opadający z przodu na dziób, zakrywający dobrze woskówki. Wymagane są pod goździkiem małe pióra, podnoszące goździk, w celu uniknięcia tzw. zwisającego goździka, zakrywającego oczy.
Wzorzec wymaga, aby oczy były ciemne lub pomarańczowe. Ciemne powinny być u białych, żółtych grochowych, sercatych i siodłatych, u pozostałych – pomarańczowe. Delikatne i wąskie brwi – w zależności od koloru głowy – powinny zaś być jasne lub ciemne (od szarych aż do ciemnoszarych). Średniej długości dziób może być jasny u białych, sercatych, siodłatych i o bardzo jasnym upierzeniu, np. żółtych, rogowy u młynarzy, skowronkowatych, niebieskopłowych i grochowych niebieskopłowych, ciemny zaś u ciemno upierzonych, czarny u czarnych. Od wymagań tych są jednak pewne drobne odstępstwa. I tak: u ciemno upierzonych sercatych i siodłatych dopuszcza się ciemno zabarwioną dolną część dzioba. U czerwonych zaś nie jest wadą dziób z delikatnym nalotem.
Chociaż wymaga się by frankońskie turkoty były silne, o zdecydowanie mocnej budowie i o stosunkowo niskich nogach, to jednak powinny być harmonijnie zbudowane. Wszelkiego rodzaju zdecydowane zwężenia nie tylko psują zasadnicze linie korpusu, lecz są wysoko karane przez oceniających gołębie sędziów na wystawach.
Krótka i na całej długości silna, szeroka szyja łączy się także z szeroką i nieco wysuniętą do przodu piersią. Cecha ta sprawia, że – chociaż frankońskie turkoty stoją na niskich nogach – to jednak wywołują wrażenie, że są dumne i elegancko poruszające się. Mocnej budowie przedniej części korpusu odpowiadają szerokie, oraz mocne i szerokie skrzydła, spoczywające na ogonie. Dużym błędem jest więc długi korpus, długa i cienka szyja.
Zwrócić należy uwagę na upierzenie, które powinno być bardzo dobrze rozwinięte, przylegające, jednakże średnio sprężyste. Dzięki temu frankońskie turkoty wydają się być gołębiami stosunkowo dużymi. Białe turkoty mogą nawet kojarzyć się z młodymi, puchatymi niedźwiedziami polarnymi. Dużymi wadami w upierzeniu są: wąskie lotki w kształcie szabli, wąska, krzywa, z brakami oraz za głęboko osadzona koronka, wyraźnie dostrzegalne rozety, a także zwisający goździk ograniczający pole widzenia; upierzone nogi; rzadkie pióra w koronce, piersi i plecach.

## Rysunek i kolory
O atrakcyjności frankońskich turkotów decyduje nie tylko piękna budowa, ale przede wszystkim urozmaicony rysunek i bogactwo kolorów. Frankońskie turkoty mogą być jednobarwne lub o zróżnicowanym rysunku. Dotychczas wzorzec dopuszcza u jednobarwnych kolor biały, czarny, czerwony, grochowy czerwonopłowy, żółty, grochowy żółty, żółtopłowy, grochowy żółtopłowy, niebieski bez lub z czarnymi pasami, grochowy niebieski, niebieskopłowy bez lub z ciemnymi pasami, niebieski szymel z czarnymi pasami, czerwonopłowy, grochowy niebieskopłowy, jasny (młynarz) bez lub z ciemnymi pasami, oraz skowronkowaty.
Chociaż u turkotów jakość koloru nie odgrywa takiej roli jak u gołębi barwnych, to jednak turkotom w zakresie koloru stawiane są duże wymagania. Kolor czarny, czerwony i żółty powinien być nasycony, czysty bez rdzawego nalotu u niebieskich, niebieskopłowych, oraz jasnych (młynarzy). Nierównomiernie rozłożony kolor jest błędem. U pasiastych wymaga się, aby pasy były czyste, nie za szerokie, ponadto biegnące nie za blisko siebie. Jak u wszystkich gołębi grochowych i skowronkowatych, także u frankońskich turkotów rysunek na skrzydłach powinien być wyraźny i równomiernie rozłożony. Frankońskie turkoty jasne i skowronkowate, jak u norymberskich skowronków, powinny mieć piersi w kolorze ochry. Kolor ten nachodzi na głowę i piersi, jednakże perfekcja, jaka występuje i norymberskich skowronków – jak dotąd – nie została osiągnięta. Uwagę należy zwracać na kolor upierzenia grochowych żółtych, u których szyja, piersi oraz pasy na skrzydłach muszą być zdecydowanie żółte i lśniące. U samic dopuszczalny jest nieco szary nalot na piersiach. Występująca na głowie biel delikatnie nachodzi na szyję. Upierzenie na tarczach skrzydeł, brzuchu, plecach i ogonie jest koloru kości słoniowej.
U tygrysowatych kolorowe są lotki pierwszego rzędu, ogon, pierś, pozostałe zaś upierzenie jest regularnie kolorowe i białe. Srokate powinny mieć na białym tle równomiernie rozłożony rysunek. Lotki i ogon mogą być białe. Gołębie, które mają tylko pojedyncze białe lub kolorowe pióra należy zaliczyć do tygrysowatych.
Atrakcyjnie prezentują się pstrogłowe, które – jak nazwa wskazuje – mają białe pióra na głowie, przenikające podstawowe upierzenie i tzw. białą różę na skrzydłach w okolicy ramienia. Występują w kolorze czarnym, czerwonym, żółtym.
Nie brak także wśród turkotów frankońskich białotarczowych, które występują jedynie w czarnym, czerwonym i żółtym kolorze. U białotarczowych plecy nie mogą być całe białe, tarcze skrzydeł zaś są całkowicie białe, począwszy od trzecich lotek drugiego rzędu. Pozostałe upierzenie jest kolorowe. U gołębi młodych dopuszcza się nieco kolorowych piór w tarczy skrzydła. Opierzające się pisklęta są całe kolorowe. Z biegiem czasu będą miały tarcze skrzydeł całkowicie białe.
U frankońskich turkotów siodłatych kolorowe są: koronka, tylna część szyi, ramiona, pierś oraz ogon, policzki poniżej oczu, biała jest zaś głowa, przednia część szyi, skrzydła, dolna część piersi i plecy. U siodłatych z kolorowymi tarczami barwne są tarcze skrzydeł, białych zaś jest od 8 do 14 lotek. Pozostałe upierzenie jest identyczne z siodłatymi. Siodłate oraz siodłate z kolorowymi tarczami hodowane są w kolorze czarnym, niebieskim, czerwonym, żółtym. Bardzo rzadko występują grochowe niebieskie, jasne (młynarz) oraz grochowe niebieskopłowe.
Frankońskie turkoty siodłate nie zostały jeszcze dostatecznie dopracowane, dlatego wzorzec pozwala na łagodniejszą ocenę. Dopuszcza się białe pióra łokcia u siodłatych z kolorowymi skrzydłami; białe pióra pokrywowe ogona i klin. Należy jednak dążyć do tego, aby także pióra pokrywowe i klin były kolorowe.
Każde odstępstwo od rysunku i koloru uważane jest za dużą wadę.